# Wstrząs
Wstrząs (łac. commotus, ang. shock) – nagły kliniczny stan zagrożenia życia, w którym na skutek dysproporcji między zapotrzebowaniem a dostarczeniem odpowiedniej ilości tlenu i substancji odżywczych do komórek organizmu dochodzi do upośledzenia funkcji i niewydolności wielu narządów. Może mieć różne przyczyny, jednak przebieg w większości przypadków jest podobny i ma podobne skutki – może prowadzić do utraty przytomności, niewydolności wielonarządowej, a nawet zgonu.

## Rodzaje wstrząsu

### Kliniczny podział wstrząsu
Z klinicznego punktu widzenia opisuje się następujące rodzaje wstrząsu:
- Wstrząs hipowolemiczny – spowodowany względnym lub bezwzględnym zmniejszeniem objętości krwi krążącej. Najczęstszą przyczyną jest obfity krwotok w wyniku urazu lub utrata płynu pozakomórkowego w przebiegu oparzeń.
- Wstrząs kardiogenny – spowodowany niewydolnością mięśnia sercowego, na przykład zawałem. Jego przyczyną mogą być także inne wady serca i arytmie.
- Wstrząs septyczny – uwarunkowany wieloczynnikowo, spowodowany uszkodzeniem przez cytokiny prozapalne wielu narządów, rozsiane wykrzepianie śródnaczyniowe i wywołane tym zaburzenia metaboliczne.
- Wstrząs anafilaktyczny – ciężka, szybko rozwijająca się reakcja anafilaktyczna powodująca gwałtowne rozszerzenie naczyń[2]. Reakcję wywołaną mechanizmem immunologicznym określa się mianem alergicznej, a wszelkie inne postacie traktuje się jako niealergiczne. Często przyczyną jest jad pszczeli.
- Wstrząs neurogenny – wywołany przerwaniem stymulacji z wyższych pięter ośrodkowego układu nerwowego do niższych ośrodków współczulnego układu nerwowego, co powoduje rozszerzenie łożyska naczyniowego. Najczęściej na skutek poprzecznego uszkodzenia rdzenia kręgowego powyżej Th1.

### Patofizjologiczny podział wstrząsu
- Kardiogenny – niski wyrzut w chorobach serca. Pozawałowy, w niewydolności serca, w arytmiach.
- Hipowolemiczny – spadek objętości krwi. Krwotoczny, urazowy, pooperacyjny, oparzeniowy, z utraty płynów.
- Dystrybucyjny – naczyniowy lub niskooporowy. Neurogenny, anafilaktyczny, septyczny.
- Obturacyjny – utrudnienie przepływu krwi. W odmie prężnej, w zatorach płucnych, guzach i tamponadzie serca.

## Etapy
Początkiem każdego wstrząsu, niezależnie od pochodzenia, jest spadek ciśnienia krwi, a więc także ukrwienia narządów. Reakcję organizmu na utrzymujące się niedotlenienie tkanek można podzielić zależnie od stopnia zaawansowania wstrząsu na 4 etapy.
1. Wyrównanie – utrata 25% objętości krwi. Organizm uruchamia mechanizmy kompensujące hipotensję. Gdy baroreceptory w ścianach tętnic rejestrują spadek ciśnienia, następuje wyrzut adrenaliny i noradrenaliny z następczym skurczem naczyń krwionośnych i przyspieszeniem rytmu serca. Występuje euforia i podwyższenie progu bólowego.
2. Centralizacja – krążenie przesuwa się w stronę narządów chronionych (serce, płuca, mózg) kosztem ukrwienia skóry, przewodu pokarmowego i mięśni. Występuje bladość powłok, oziębienie i poty.
3. Zmiany metaboliczne – faza zagrażająca życiu. W wyniku ciągłego niedoboru tlenu mitochondria nie syntetyzują ATP. Pojawią się też dysfunkcje łańcucha oddechowego, w wyniku czego rośnie liczba uwalnianych wolnych rodników, które uszkadzają błonę komórkową i inne organella. Niedotlenione komórki przechodzą na oddychanie beztlenowe, którego produktem jest kwas mlekowy powodujący kwasicę metaboliczną. Wskutek zastoju krążenia nasila się zlepianie płytek krwi.
4. Faza nieodwracalna – występuje krytyczne obniżenie ciśnienia tętniczego, bradykardia, agregacja erytrocytów, agregacja płytek krwi i wykrzepianie wewnątrznaczyniowe (DIC). Dochodzi do obrzęku płuc i skąpomoczu.

Należy zwrócić uwagę, że wstrząs jest złożonym i ciągłym procesem, nie ma wyraźnych granic między poszczególnymi etapami.

## Objawy ogólne
Mimo że każdy rodzaj wstrząsu charakteryzuje się odrębnym zespołem objawów, można wyszczególnić objawy wspólne:
- tachykardia, wyjątek stanowi wstrząs neurogenny gdzie występuje bradykardia,
- skurczowe ciśnienie tętnicze < 90 mmHg,
- wydłużenie nawrotu włośniczkowego > 2 s,
- przyspieszenie i spłycenie oddechu (tachypnoe),
- skąpomocz,
- splątanie, lęk.

## Postępowanie ogólne
Każdy rodzaj wstrząsu wymaga odrębnego postępowanie leczniczego. Leczenie wstrząsu zawsze jednak opiera się na tych samych podstawowych elementach:
- zapewnieniu prawidłowej wentylacji,
- podawaniu tlenu,
- ochronie przed utratą ciepła,
- podawaniu płynów,
  - koloidów,
  - krystaloidów,
- regulacji układu krążenia w razie nieskutecznej płynoterapii,
  - noradrenalina – 1–20 μg/min (maks. 1 μg/kg/min),
  - dopamina – 0,05–10 μg/kg/mc,
  - chorym z małym rzutem serca podaje się dobutaminę 2,5–10 μg/kg/mc.

## Różnicowanie rodzajów wstrząsu
Zespół objawów i postępowanie lecznicze zależne od rodzaju wstrząsu:
| Rodzaj wstrząsu        | Objawy | Leczenie |
| ---------------------- | --- | --- |
| Wstrząs hipowolemiczny | - pobudzenie - tachykardia - spadek ciśnienia skurczowego < 90 mmHg - niskie lub ujemne OCŻ - niski wskaźnik sercowy - bladość skóry - skąpomocz - odwodnienie - hipowolemia - gorączka - suchość śluzówek                       | 1. szybkie podanie 250–1000 ml roztworu koloidowego (np. dekstran) aż do wzrostu OCŻ do wartości 15 mm Hg 2. kontynuowanie płynoterapii z uwzględnieniem krystaloidów 3. przetoczenie masy KKCz, jeżeli Hb < 7 g/dl i wystąpią objawy niedotleniania i kwasicy |
| Wstrząs kardiogenny    | - pobudzenie - spadek ciśnienia skurczowego < 90/min - PCWP > 20 mmHg - wysokie OCŻ - niski wskaźnik sercowy < 1,8 l/min/m² - skóra blada, chłodna, spocona - skąpomocz                                                          | Celem leczenia powinno być osiągnięcie PCWP ≥ 15 mm Hg ze wskaźnikiem sercowym > 2 l/min/m²: 1. tlen 2. mechaniczne wspomaganie wentylacji 3. wczesna rewaskularyzacja – PCI lub CABG 4. leki inotropowe 1. dopaminę w dawce < 3 µg/kg/min można podawać w celu poprawy czynności nerek 2. dopaminę w większych dawkach lub dobutaminę w dawce 5–20 µg/kg/min – podawać by poprawić lub ustabilizować stan hemodynamiczny |
| Wstrząs septyczny      | - temperatura > 38 °C lub < 36 °C - tachykardia - spadek ciśnienia tętniczego - tachypnoe > 20/min lub hipokapnia pCO2 < 32 mmHg - leukocytoza > 12 000 /mm³ lub leukopenia 4000 /mm³ - skóra gorąca, zaczerwieniona - skąpomocz | 1. leczenie przyczynowe i leczenie posocznicy 2. tlen do osiągnięcia OCŻ 8–12 mm Hg 3. KKCz przy saturacji krwi żylnej SvO2 <70% 4. dobutamina maks. 20 μg/kg/min |
| Wstrząs anafilaktyczny | - świąd, pokrzywka, obrzęki naczynioruchowe - blada, spocona skóra - duszność, skurcz dróg oddechowych - tachykardia - spadek ciśnienia tętniczego - nudności, wymioty, biegunka                                                 | 1. udrożnić drogi oddechowe, przerwać narażenie na czynnik wywołujący 2. adrenalina i.m. 0,5 mg 3. tlen 4. płyny 5. leki przeciwhistaminowe (np. klemastyna) 6. GKS 7. β2-mimetyki (np. salbutamol) 8. dopamina, dobutamina 9. glukagon |
| Wstrząs neurogenny     | - nagły spadek ciśnienia tętniczego - bradykardia - sucha, ciepła skóra - utrata odruchów rdzeniowych poniżej uszkodzenia - porażenie wiotkie - utrata przytomności                                                              | 1. prawidłowe ułożenie i stabilizacja kręgosłupa 2. wentylacja 3. krystaloidy i koloidy 4. dopamina 5. atropina 6. stymulacja zewnętrzna i wewnętrzna |

Podkreślenie – objaw różnicujący

## Klasyfikacja ICD10
| kod ICD10     | nazwa choroby                                                                             |
| ------------- | ----------------------------------------------------------------------------------------- |
| ICD-10: R57.0 | Wstrząs kardiogenny                                                                       |
| ICD-10: R57.1 | Wstrząs hipowolemiczny                                                                    |
| ICD-10: R57.2 | Wstrząs septyczny                                                                         |
| ICD-10: T79.4 | Wstrząs urazowy                                                                           |
| ICD-10: T78.0 | Wstrząs anafilaktyczny wskutek reakcji na pożywienie                                      |
| ICD-10: T80.5 | Wstrząs anafilaktyczny wywołany surowicą                                                  |
| ICD-10: T88.6 | Wstrząs anafilaktyczny wskutek niekorzystnego efektu leczniczego leku prawidłowo podanego |
| ICD-10: T78.2 | Wstrząs anafilaktyczny, nieokreślony                                                      |
| ICD-10: T81.1 | Wstrząs w trakcie lub będący wynikiem zabiegu, niesklasyfikowany gdzie indziej            |
| ICD-10: T88.2 | Wstrząs wskutek znieczulenia                                                              |
| ICD-10: O08.3 | Wstrząs w następstwie poronienia, ciąży pozamacicznej i zaśniadu groniastego              |
| ICD-10: O75.1 | Wstrząs w czasie lub w następstwie czynności porodowej i porodu                           |
| ICD-10: T75.4 | Wstrząs wskutek działania prądu elektrycznego                                             |
| ICD-10: T75.0 | Wstrząs wskutek rażenia piorunem                                                          |
| ICD-10: R57.9 | Wstrząs, nieokreślony                                                                     |